# Samuel Påhlsson
Samuel Olof Påhlsson (* 17. prosince 1977, Ånge) je bývalý švédský lední hokejista, střední útočník. Se švédskou reprezentací získal zlatou medaili na olympijských hrách v Turíně roku 2006. Má rovněž stříbro z mistrovství světa 2004 a bronz ze světového šampionátu z roku 1999. Je taktéž držitelem stříbra z mistrovství světa juniorů 1996 a bronzu z mistrovství Evropy juniorů 1995. Zúčastnil se i MS 2000 (7. místo), 2004 (5. místo) a 2005 (4. místo). Připsal si též účast na olympijských hrách v roce 2010 (5. místo). Švédskou nejvyšší soutěž hrál za Modo Hockey (1994–2000, 2012–2015) a Frölundu (2004–2005). S Frölundou se stal mistrem Švédska roku 2005. Velkou část kariéry strávil v zámořské NHL, v klubech Boston Bruins, Anaheim Ducks, Chicago Blackhawks, Columbus Blue Jackets a Vancouver Canucks. S Anaheimem získal v roce 2007 Stanley Cup. Jeho bilance v základní části NHL je 798 utkání, 199 kanadských bodů, 68 branek, v play-off pak 86 zápasů, 29 bodů, 10 gólů.